# Amphipholis tenuispina
Amphipholis tenuispina är en ormstjärneart som först beskrevs av Ljungman 1865.  Amphipholis tenuispina ingår i släktet Amphipholis, och familjen trådormstjärnor. Arten är reproducerande i Sverige.